# Houston Astros
Houston Astros er et amerikansk baseballhold fra Houston, Texas, der spiller i MLB-ligaen. Astros hører hjemme i West Division i National League, og spiller deres hjemmekampe på Minute Maid Park.
Astros blev stiftet i 1962 under navnet Houston Colt .45s, som var holdets navn de første sæsoner, inden det i 1965 skiftede til det nuværende navn. Holdet vandt World Series i 2017 hvor de i finaleserien slog Los Angeles Dodgers. Før dette var deres bedste resultat i 2005 hvor de nåede frem til finaleserien som dog blev tabt til Chicago White Sox.